# Olympische Sommerspiele 2000/Teilnehmer (Grenada)
| Gelbes Symbol für Goldmedaillen mit stilisierten Olympischen Ringen | Graues Symbol für Silbermedaillen mit stilisierten Olympischen Ringen | Braundes Symbol für Bronzemedaillen mit stilisierten Olympischen Ringen |
| ------------------------------------------------------------------- | --------------------------------------------------------------------- | ----------------------------------------------------------------------- |
| —                                                                   | —                                                                     | —                                                                       |

Grenada nahm bei den Olympischen Sommerspielen 2000 in Sydney zum fünften Mal an Olympischen Sommerspielen teil. Die Olympiamannschaft bestand aus drei Athleten.

## Teilnehmer nach Sportart

### Leichtathletik
- Rudieon Sylvan
Männer, 400 m, in der 1. Runde ausgeschieden (48,17 s)
- Hazel-Ann Regis
Frauen, 400 m, in der 1. Runde ausgeschieden (55,11 s)

### Schwimmen
- Omar Hughes
Männer, 50 m Freistil, im Vorlauf ausgeschieden (25,05 s)